# Hamiltonovská formulace mechaniky
Hamiltonovská formulace mechaniky (někdy též hamiltonovská mechanika) představuje jiný přístup k popisu mechaniky než jaký využívají Newtonovy pohybové rovnice. Newtonovy pohybové rovnice sice umožňují úplně popsat mechanický pohyb, z matematického hlediska se však ukazuje, že lze zvolit jiný přístup k popisu tohoto pohybu, který bývá v mnoha případech výhodnější. Hamiltonovská formulace mechaniky je obecnější než lagrangeovská formulace, z níž původně vycházela.
Hamiltonovská formulace mechaniky je považována za součást teoretické mechaniky a objevil ji v roce 1833 William Rowan Hamilton. Hamiltonovská formulace mechaniky našla uplatnění nejen ve statistické fyzice, ale především při přechodu ke kvantové mechanice.
V této formulaci mechaniky se k popisu systému používají zobecněné souřadnice a zobecněné hybnosti, přičemž zobecněné souřadnice a jim odpovídající zobecněné hybnosti jsou považovány za rovnoprávné proměnné ve fázovém prostoru.
Hamiltonovská formulace umožňuje pomocí vhodných transformací přecházet mezi souřadnicemi a hybnostmi a různě je zaměňovat. Takové transformace se označují jako kanonické a je při nich požadováno, aby si Hamiltonovy rovnice zachovávaly svůj tvar. Invariantem kanonických transformací je tzv. Poissonova závorka.

## Hamiltonovy rovnice
Diferenciací Hamiltonovy funkce dostaneme
{\displaystyle \mathrm {d} H=\sum _{i}\left({\frac {\partial H}{\partial q_{i}}}\mathrm {d} q_{i}+{\frac {\partial H}{\partial p_{j}}}\mathrm {d} p_{j}\right)+{\frac {\partial H}{\partial t}}\mathrm {d} t=}
{\displaystyle =\sum _{i}\left({\dot {q}}_{i}\mathrm {d} p_{i}+p_{i}\mathrm {d} {\dot {q}}_{i}-{\frac {\partial L}{\partial q_{i}}}\mathrm {d} q_{i}-{\frac {\partial L}{\partial {\dot {q}}_{i}}}\mathrm {d} {\dot {q}}_{i}\right)-{\frac {\partial L}{\partial t}}\mathrm {d} t=\sum _{i}\left({\dot {q}}_{i}\mathrm {d} p_{i}-{\dot {p}}_{i}\mathrm {d} q_{i}\right)-{\frac {\partial L}{\partial t}}\mathrm {d} t},
kde {\displaystyle L} je Lagrangeova funkce, {\displaystyle q_{i}} jsou zobecněné souřadnice a {\displaystyle p_{i}} jsou zobecněné hybnosti. Srovnáním jednotlivých koeficientů v tomto vztahu dostaneme výrazy
{\displaystyle {\left({\frac {\partial H}{\partial t}}\right)}_{p,q}=-{\left({\frac {\partial L}{\partial t}}\right)}_{q,{\dot {q}}}}
{\displaystyle {\dot {q}}_{i}={\frac {\partial H}{\partial p_{i}}}}
{\displaystyle {\dot {p}}_{i}=-{\frac {\partial H}{\partial q_{i}}}}
Tyto rovnice tvoří pro mechanický systém s {\displaystyle n} stupni volnosti soustavu {\displaystyle 2n} diferenciálních rovnic prvního řádu pro {\displaystyle 2n} neznámých funkcí času {\displaystyle q_{i}(t),p_{i}(t),i=1,2,...,n}. Tyto rovnice jsou nižšího řádu než Lagrangeovy rovnice a jejich pravé strany nezávisí na derivacích hledaných funkcí. Tyto rovnice se nazývají Hamiltonovými (kanonickými) rovnicemi daného systému.

### Příklad
Příkladem Hamiltonových rovnic jsou rovnice pro jednorozměrný pohyb volné částice (hmotného bodu).
Z lagrangiánu {\displaystyle L={\frac {1}{2}}mv^{2}={\frac {1}{2}}m{\dot {q}}^{2}} vyplývá zobecněná hybnost {\displaystyle p={\frac {\partial L}{\partial {\dot {q}}}}={\frac {1}{2}}m\cdot 2{\dot {q}}=m{\dot {q}}=mv}, odtud {\displaystyle {\dot {q}}={\frac {p}{m}}}.
Dosazením do definice hamiltoniánu:
{\displaystyle H=p{\dot {q}}-L={\frac {p^{2}}{m}}-{\frac {1}{2}}m{\dot {q}}^{2}={\frac {p^{2}}{m}}-{\frac {1}{2}}m{\frac {p^{2}}{m^{2}}}={\frac {1}{2}}{\frac {p^{2}}{m}}={\frac {p^{2}}{2m}}}.
Dosazením do Hamiltonových kanonických rovnic:
{\displaystyle {\dot {q}}={\frac {\partial H}{\partial p}}={\frac {p}{m}}} a
{\displaystyle {\dot {p}}=-{\frac {\partial H}{\partial q}}=0}.
To znamená, že rychlost částice ({\displaystyle v}, neboli {\displaystyle {\dot {q}}}) zůstává konstantní (1. rovnice) a tedy částice se pohybuje rovnoměrně přímočaře.